# Bushnell (Illinois)
Pour les articles homonymes, voir Bushnell.
Bushnell est une petite ville du comté de McDonough, dans l'Illinois, aux États-Unis. Fondée en 1854 lorsque le Northern Cross Railroad (en) construit une ligne ferroviaire dans la région, elle est incorporée le 22 août 1878. La ville est baptisée en référence à Nehemiah Bushnell (en), président du Northern Cross Railroad.

## Démographie
Lors du recensement de 2010, la ville comptait une population de 3 117 habitants. Elle est estimée, en 2016, à 2 943 habitants.

## Source de la traduction
- (en) Cet article est partiellement ou en totalité issu de l’article de Wikipédia en anglais intitulé « Bushnell, Illinois » (voir la liste des auteurs).